# برنامج رواد المستقبل

شعار برنامج رواد المستقبل أحد برامج الخطوط السعودية لتأهيل القيادات الشابة.

برنامج «السعودية» لرواد المستقبل هو أحد برامج صناعة النقل بالخطوط الجوية العربية السعودية، يتم من خلاله تأهيل نخبة من الشباب السعودي حديثي التخرج من الجامعات وإعدادهم لتولي مناصب قيادية في مختلف مجالات أعمال الخطوط السعودية.

## تعريف البرنامج
يختص برنامج «السعودية» لرواد المستقبل بتأهيل الخريجين المتميزين من الجامعات من حملة البكالوريوس والماجستير علمياً وسلوكياً للعمل في مجال صناعة النقل الجوي وذلك من خلال إلحاقهم ببرنامج مكثف يشمل على عدد من الدورات التدريبية المكثفة والتي يتم تقديمها في إدارات التدريب المختصة في «السعودية» أو بيوت خبرة عالمية في تخصصات الإدارة والمالية والمحاسبة والتسويق إضافة إلى عدد من الدبلومات العالمية المتعلقة بصناعة النقل الجوي من جهات دولية متخصصة مثل (IATA).
- كذلك يتخلل البرنامج العديد من مراحل التطبيقات والتدريب العملي في مختلف قطاعات «السعودية» الداخلية والخارجية. كما أن المتدرب يمر بمراحل تقويم أداء متعددة خلال فترة البرنامج لتحديد قدرات وميول كل متدرب.
- يستغرق البرنامج مدة عامين يحصل المتدرب خلالها على مميزات مالية جيدة إضافة إلى تذاكر السفر والزي الرسمي والكتب والتأمين الطبي. وبعد التخرج يتم تعيين الخريجين في وظائف مناسبة في أي من الإدارات التي تتناسب مع قدرات وميول المتدرب.[1]

## انظر ايضًا
- الخطوط الجوية العربية السعودية
- سكاي تيم